# Carsina bifasciata
Carsina bifasciata är en fjärilsart som beskrevs av Alfred Ernest Wileman 1914. Carsina bifasciata ingår i släktet Carsina och familjen nattflyn. Inga underarter finns listade i Catalogue of Life.